# ريتشارد نورمان
ريتشارد نورمان (بالإنجليزية: Richard Norman)‏ هو كيميائي بريطاني، ولد في 1932 في كرويدون في المملكة المتحدة، وتوفي في 6 يونيو 1993.